# Aeroporto internazionale di Bosaso
L'Aeroporto internazionale di Bosaso (IATA: BSA, ICAO: HCMF) è il principale scalo della Somalia.

## Storia
La costruzione dell'aeroporto internazionale Bender Qassim è iniziata nel 2007. I fondi sono stati inizialmente forniti da finanziatori degli Emirati Arabi Uniti.

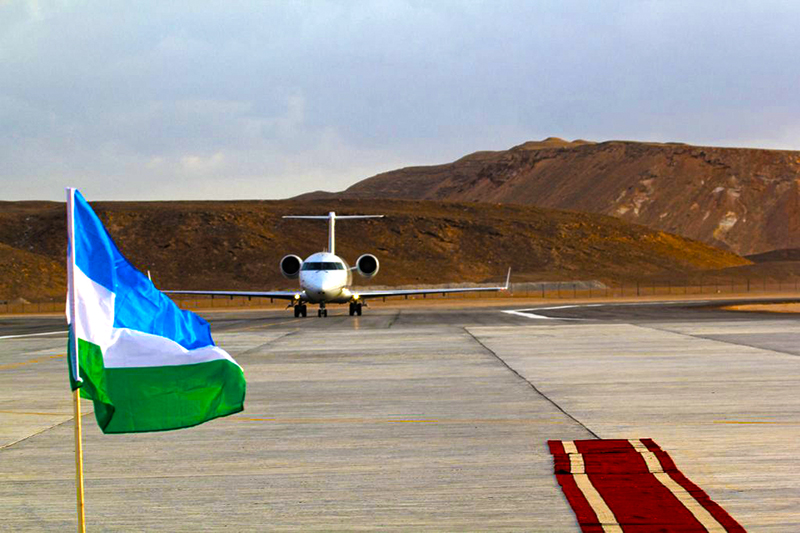
L'aeroporto nel 2016 dopo i lavori di ristrutturazione.